# Impatiens kharensis
Impatiens kharensis är en balsaminväxtart som beskrevs av S. Akiyama, H. Ohba och M. Wakabayashi. Impatiens kharensis ingår i släktet balsaminer, och familjen balsaminväxter. Inga underarter finns listade i Catalogue of Life.